# Ngöndro
Ngöndro (tibetisch སྔོན་འགྲོ་, Wylie sngon ‘gro) - sind vorbereitende und grundlegende Praktiken im Vajrayana. Die Ngöndro-Praktiken sind tiefgründige und kraftvolle Mittel (geschickte Mittel, Upaya), um unabhängig von der eigenen spirituellen Verwirklichungsstufe eine tiefgründige Heilung und Reinigung des eigenen Geistes zu bewirken. Diese Praktiken bereiten Praktizierende nicht nur auf den Pfad des Vajrayana und die Lehren des Dzogchen vor, sondern führen Praktizierende auch schrittweise zur Erfahrung von Erleuchtung.

## Die Stufen der Praxis

### Die äußeren Vorbereitungen
Die äußeren Vorbereitungen beginnen mit lebensverändernden Kontemplationen, die den Geist von Samsara abwenden und in Praxistexten als "Die Vier Gedanken" enthalten sind. Die äußeren vorbereitenden Übungen sind:
- die Kostbarkeit des menschlichen Lebens
- die Allgegenwärtigkeit und tiefgründige Bedeutung von Vergänglichkeit
- das unausweichliche Prinzip von Ursache und Wirkung bezüglich der Konsequenzen unserer Absichten und Handlungen von Körper, Sprache und Geist (Karma)

- die Sinnlosigkeit des Zyklus von Verblendungen und Leid (Samsara).

### Die inneren Vorbereitungen
Diese Kontemplationen inspirieren sehr stark unsere Entsagung, einen dringlichen Wunsch Samsara zu entkommen und den Pfad der Befreiung und Erleuchtung zu folgen. Sie sind die Grundlagen für alle speziellen Praktiken. Die inneren Vorbereitungen sind:
- Zuflucht in Buddha als Lehrer, Anerkennung der Wahrheit seiner Lehren (Dharma) als Pfad, das Beispiel der Praktizierenden (die Sangha) als Freunde auf dem Pfad, das Erwecken von Zuversicht und Vertrauen in unsere eigene Buddha-Natur (Leerheit/Weisheit und Klarheit/Mitgefühl des eigenen Geistes/Bewusstseinskontinuum);

- das Erwecken bedingungslosen Gleichmuts, bedingungsloser Liebe, bedingungsloser Mitfreude und bedingungslosen Mitgefühls (Bodhichitta); das Herz des erleuchteten Geistes und ein Training des eigenen Geistes mit sich selbst, Anderen und allen Schwierigkeiten, Problemen und Leiden weise und mitfühlend umzugehen;

- Heilung und Reinigung der vier Verblendungen durch die Vajrasattva-Praxis;

- Ansammlung von Verdienst und Weisheit durch Entwicklung universeller Großzügigkeit und Hervorbringen glücksverheißender Bedingungen/Umstände durch das Mandala-Opfer;

- abschließend, in der Guru-Yoga-Praxis, welche die wichtigste, bewegendste und kraftvollste Praxis ist, die Vereinigung des eigenen Geistes mit der eigenen Weisheit (Weisheit aller Buddhas) und so die Erweckung der Weisheit der Verwirklichung in sich selbst.

#### Heilung und Reinigung der Vier Verblendungen
Es wird gelehrt, dass:
- Niederwerfungen die Verblendungen reinigen, die mit dem Körper in Verbindung stehen;
- die Rezitation des Einhundert-Silben-Mantra von Vajrasattva die Verblendungen reinigt, die mit der Sprache in Verbindung stehen;
- ein Mandala-Opfer die Verblendungen reinigt, die mit dem Geist in Verbindung stehen; und
- Guru-Yoga die Verblendungen von Körper, Sprache und Geist reinigt.

## Ngöndro-Versionen
Es gibt innerhalb der verschiedenen Traditionen unterschiedliche Ngöndro-Versionen, die ältesten und bekanntesten innerhalb der Nyingma-Tradition sind:
Die kurze Dudjom Tersar Ngöndro: Sie ist eine kurze Rezitation der vorbereitenden Übungen gemäß den neuen Schätzen von Dudjom und vielleicht sogar die kürzeste und präziseste. Sie wurde von Guru Rinpoche im 9. Jahrhundert für das degenerierte Zeitalter verfasst und verborgen. Düdjom Lingpa (1835–1904) enthüllte diesen Schatz (Terma), seine Reinkarnation Dudjom Jigdral Yeshe Dorje (1904–1987) - bekannt als Düdjom Rinpoche - lehrte und erläuterte diesen Text.
Die Longchen Nyingtik Ngöndro, auch Die vorbereitende Praxis des Dzogchen Longchen Nyingtik genannt, besteht zum größten Teil aus dem Terma des Longchen Nyingtik "Herzessenz der weiten Ausdehnung", welche die Worte von Guru Rinpoche selbst sind und von Jikme Lingpa (1730–1798) entdeckt worden sind.